# آلوارو دومینگز (بازیکن فوتبال، زاده ۱۹۸۹)
آلوارو دومینگز سوتو (اسپانیایی: Álvaro Domínguez Soto‎؛ زادهٔ ۱۶ مهٔ ۱۹۸۹) بازیکن فوتبال سابق اهل اسپانیا است.
از باشگاه‌هایی که در آن بازی کرده‌است می‌توان به اتلتیکو مادرید بی، اتلتیکو مادرید و بروسیا مونشن‌گلادباخ اشاره کرد.
وی همچنین ۲ بازی برای تیم ملی فوتبال اسپانیا انجام داده‌است.
او در ۶ دسامبر ۲۰۱۶ پس از مصدومیت‌های فراوانی که در ناحیه کمر داشت، در ۲۷ سالگی از فوتبال خداحافظی کرد.

## افتخارات

### باشگاهی
اتلتیکو مادرید
- لیگ اروپا (۲): ۱۰–۲۰۰۹، ۱۲–۲۰۱۱
- سوپرجام اروپا: ۲۰۱۰